# Eric Maleson
Eric Leme Walther Maleson (Rio de Janeiro, 11 de agosto de 1967) é um atleta brasileiro e fundador e ex-presidente da Confederação Brasileira de Desportos no Gelo (filiada ao Comitê Olímpico Brasileiro em 1999). Ele nasceu no Rio de Janeiro. Maleson foi o primeiro piloto brasileiro de bobsled, tendo competido nas Olimpíadas de Inverno de 2002 em Salt Lake City, Utah. Maleson também foi membro do Comitê de Desenvolvimento da Federação Internacional de Luge de 2002 a 2006 e da Corte Arbitral da Federação Internacional de Bobsled e Skeleton de 2006 a 2010. Maleson também foi Vice-presidente de Comunicações da Federação Internacional de Bobsled e Skeleton, cargo para o qual foi eleito em setembro de 2010.
Maleson foi o primeiro atleta brasileiro a carregar a Tocha Olímpica de inverno durante o revezamento da tocha de Salt Lake City, em Cambridge, Massachusetts, em dezembro de 2002.
Maleson ganhou três medalhas de bronze na Copa América de Bobsled em 2000, 2001 e 2002.
É de sua iniciativa os eventos que levariam à Operação Unfair Play. Maleson delatou Nuzman às autoridades francesas, afirmando que Nuzman havia escapado quando a Polícia Federal (PF) iniciou a chamada Operação Cabo de Guerra, que denuncia ter sido findada por pressão de Brasília.